# Гіркі сльози Петри фон Кант
«Гіркі сльози Петри фон Кант» (нім. Die bitteren Tränen der Petra von Kant) — німецький фільм-драма 1972 року, поставлений режисером Райнером Вернером Фассбіндером за його сценарієм, написаним на основі власної п'єси. Прем'єра стрічки відбулася 22 липня 1972 року на 22-му Берлінському міжнародну кінофестивалі, де вона брала участь в основній конкурсній програмі та змагалася за головний приз — «Золотого ведмедя».
У березні 2016 року фільм увійшов до рейтингу 30-ти найвидатніших ЛГБТ-фільмів усіх часів, складеному Британським кіноінститутом (BFI) за результатами опитування понад 100 кіноекспертів, проведеного до 30-річного ювілею Лондонського ЛГБТ-кінофестивалю BFI Flare.

## Сюжет
Петра фон Кант, успішна модельєрка одягу, переживає складний період життя. Обидва її шлюби закінчилися невдало, доньку вона ненавидить, мати її не розуміє. Єдина віддана їй людина — секретарка Марлен, мовчазна й готова терпіти все що завгодно від хазяйки. Петра закохується в молоду дівчину Карін. Тій же потрібен лише пропуск у світ високої моди, сама Петра її не цікавить. Граючи на її почуттях, вона маніпулює Петрою, намагаючись домогтися своїх цілей.
Поступовий психологічний розвиток сюжету будується на діалогах Петри з близькими їй жінками. Наприкінці фільму Петра залишається сама.

## У ролях
| Маргіт Карстенсен |  | Петра фон Кант      |
| Ганна Шигулла     |  | Карін Тімм          |
| Катрін Шааке      |  | Сідоні фон Гразенаб |
| Єва Маттес        |  | Габріель фон Кант   |
| Ґізела Факелдай   |  | Валері фон Кант     |
| Ірм Германн       |  | Марлен              |

## Визнання
| Нагороди та номінації фільму «Гіркі сльози Петри фон Кант» | Нагороди та номінації фільму «Гіркі сльози Петри фон Кант» | Нагороди та номінації фільму «Гіркі сльози Петри фон Кант» | Нагороди та номінації фільму «Гіркі сльози Петри фон Кант» | Нагороди та номінації фільму «Гіркі сльози Петри фон Кант» | Нагороди та номінації фільму «Гіркі сльози Петри фон Кант» |
| Рік                                                        | Кінофестиваль/кінопремія                                   | Категорія/нагорода                                         | Номінант                                                   | Результат                                                  |                                                            |
| ---------------------------------------------------------- | ---------------------------------------------------------- | ---------------------------------------------------------- | ---------------------------------------------------------- | ---------------------------------------------------------- | ---------------------------------------------------------- |
| 1972                                                       | Берлінський міжнародний кінофестиваль                      | Золотий ведмідь                                            | Гіркі сльози Петри фон Кант                                | Номінація                                                  |                                                            |
| 1973                                                       | Німецька кінопремія                                        | Найкращий художній фільм                                   | Гіркі сльози Петри фон Кант                                | Номінація                                                  |                                                            |
| 1973                                                       | Німецька кінопремія                                        | Найкраща акторка в головній ролі                           | Маргіт Карстенсен                                          | Перемога                                                   |                                                            |
| 1973                                                       | Німецька кінопремія                                        | Найкраща акторка в ролі другого плану                      | Єва Маттес                                                 | Перемога                                                   |                                                            |
| 1973                                                       | Німецька кінопремія                                        | Найкраща акторка в ролі другого плану                      | Ірм Германн                                                | Номінація                                                  |                                                            |
| 1973                                                       | Німецька кінопремія                                        | Найкращий оператор                                         | Міхаель Балльхаус                                          | Перемога                                                   |                                                            |